# Blacus concors
Blacus concors är en stekelart som beskrevs av Papp 1993. Blacus concors ingår i släktet Blacus och familjen bracksteklar. Inga underarter finns listade.